# Bubú muntanyenc occidental
El bubú muntanyenc occidental (Laniarius poensis) és un ocell de la família dels malaconòtids (Malaconotidae).

## Hàbitat i distribució
Viu entre la malesa del bosc, a les muntanyes del sud-est de Nigèria, sud del Camerun i l'illa de Bioko.

## Taxonomia
Antany considerada coespecífica de Laniarius holomelas. Actualment són considerades espècies diferents arran estudis com ara (Voelker et al. 2010).